# Germà d'Alexandria, bisbe
|  | Per a altres significats, vegeu «Sant Germà». |

Germà bisbe fou un màrtir i sant cristià d'Alexandria a Egipte, esmentat en diversos manuscrits com a bisbe, però al còdex Epternacense és esmentat només com a prevere. Henschen pensa que probablement no fou bisbe i que és l'Epternacense el que té la raó. La seva festa és el 29 d'abril.